# Bevrijding
Het woord bevrijding geeft meestal aan dat iemand of iets bevrijd is van een bezetting, probleem of last.
Wanneer men het in de recente Nederlandse en Belgische geschiedenis heeft over "de bevrijding", wordt meestal specifiek de bevrijding van Nederland respectievelijk van België van de Duitse bezetting in 1944-1945 bedoeld. Voor beide landen kwam daarmee een einde aan de bezetting van de Duitse troepen, in afwachting van het beëindigen van de Tweede Wereldoorlog op 8 mei 1945. Deze bevrijding wordt gevierd op Bevrijdingsdag op 5 mei in Nederland. In België gaan herdenkingen door op V-dag, 8 mei.